# High Velocity Aircraft Rocket

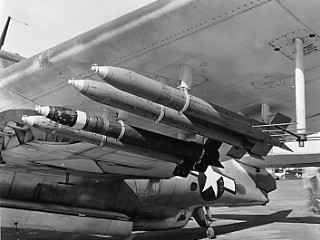
Conjunto de "Holy Moses" HVARs montados num Grumman TBF Avenger.

High Velocity Aircraft Rocket, ou HVAR (Foguetes de Alta Velocidade para Aviões), também conhecido pelo apelido de Holy Moses, foi a designação de um foguete não guiado Norte americano, desenvolvido durante a Segunda Guerra Mundial para atacar alvos em terra a partir de aviões. Eles foram usados extensivamente não só na Segunda Guerra como também na Guerra da Coreia.